# منتدى الاستقرار المالي
منتدى الاستقرار المالي كانت مجموعة تتكون من الهيئات المالية الوطنية الرئيسية مثل وزارات المالية ومحافظي البنوك المركزية والهيئات المالية الدولية. تم عقده لأول مرة في أبريل 1999 في واشنطن. في قمة مجموعة العشرين التي عقدت في لندن عام 2009 أنشأت دول مجموعة العشرين خلفًا لمنتدى الاستقرار المالي، أطلق عليه مجلس الاستقرار المالي مع عضوية موسعة وتفويض موسع.

## التاريخ
تأسس المنتدى عام 1999 لتعزيز الاستقرار المالي الدولي. نتج تأسيسه عن مناقشات بين وزراء المالية ومحافظي البنوك المركزية في دول مجموعة السبع، ودراسة تم إجراؤها بتكليف. ويسر المنتدى المناقشة والتعاون في مجال الإشراف والرقابة على المؤسسات المالية والمعاملات والأحداث. كان المنتدى يدار من قبل أمانة صغيرة مقرها بنك التسويات الدولية في بازل سويسرا. تضمنت عضوية المنتدى حوالي اثنتي عشرة دولة تشارك من خلال بنوكها المركزية ووزاراتها وإداراتها المالية ومنظمي الأوراق المالية ، بما في ذلك: الولايات المتحدة واليابان وألمانيا والمملكة المتحدة وفرنسا وإيطاليا وكندا وأستراليا وهولندا والعديد من الدول الأخرى. الاقتصادات الصناعية الأخرى وكذلك العديد من المنظمات الاقتصادية الدولية.
في قمة مجموعة العشرين في 15 نوفمبر 2008 تم الاتفاق على توسيع عضوية المنتدى لتشمل الاقتصادات الناشئة مثل الصين. قررت قمة مجموعة العشرين في لندن لعام 2009 إنشاء مجلس الإستقرار الماليعوضًا عن المنتدى. يضم مجلس الأمن الفيدرالي أعضاء من مجموعة العشرين ممن لم يكونوا أعضاء في المنتدى.

## الاجتماعات والإجراءات
اجتمع منتدى الاستقرار المالي في روما يومي 28 و29 مارس 2008 فيما يتعلق ببنك التسويات الدولية. ناقش الأعضاء التحديات الحالية في الأسواق المالية، وخيارات السياسة المختلفة لمواجهتها من الآن فصاعدًا.
في هذا الاجتماع ناقش منتدى الاستقرار المالي تقريرًا سيتم تسليمه إلى وزراء مالية مجموعة الدول السبع ومحافظي البنوك المركزية في أبريل 2008. ويحدد التقرير نقاط الضعف الرئيسية الكامنة وراء الاضطرابات المالية الحالية، ويوصي باتخاذ إجراءات لتحسين مرونة السوق والمؤسسات. ناقش المنتدى العمل الجاري في صندوق النقد الدولي ومنظمة التعاون الاقتصادي والتنمية فيما يتعلق بصناديق الثروة السيادية. يعمل صندوق النقد الدولي بشكل وثيق مع صناديق الثروة السيادية لتحديد مجموعة من المبادئ التوجيهية الطوعية لأفضل الممارسات، ويركز على الحوكمة والترتيبات المؤسسية والشفافية في الصناديق السيادية.
في 12 أبريل 2008 قدم صندوق الاستقرار المالي تقريرًا إلى وزراء مالية مجموعة السبعة يوضح بالتفصيل توصياته لتعزيز مرونة الأسواق المالية والمؤسسات المالية. هذه في خمسة مجالات:
- تعزيز الرقابة الاحترازية لرأس المال والسيولة وإدارة المخاطر.
- تعزيز الشفافية والتقييم.
- التغييرات في دور واستخدامات التصنيفات الائتمانية.
- تعزيز استجابة السلطات للمخاطر.
- ترتيبات قوية للتعامل مع الضغوط في النظام المالي.